# Hodoșa (gmina)
Hodoșa – gmina w Rumunii, w okręgu Marusza. Obejmuje miejscowości Hodoșa, Ihod, Isla i Sâmbriaș. W 2011 roku liczyła 1261 mieszkańców.